# ピュトーSA18
ピュトー SA 18（Puteaux SA 18）は、第一次世界大戦以降に、主にフランス軍の戦闘車輌が装備していた、半自動垂直鎖栓式閉鎖機（semi-automatic vertical sliding block breech）を持つ火砲である。
本砲は発射速度が高く単純で信頼性の高い武器であった。低初速のため装甲目標に対して効果は無く、歩兵と機関銃陣地に対する使用を主目的とした。装甲貫徹能力の貧弱さから、1939年後半という時期でさえも、軽装甲の戦闘車輌には通用しなくなっていた。本砲は兵士一人で操作でき、作動不良を起こした際の影響の低さにより扱いやすい砲であった。

## 技術的詳細
砲身の長さは21口径長（L/21）であった。最大発射速度は毎分15発だが実際には毎分10発程度だった。
閉鎖器は垂直鎖栓式であり、後面が剥き出しになっている「Open Jaw」の鎖栓（breech block、ブリーチブロック）には、砲尾（薬室）に弾薬を装填するための穴が開いており、鎖栓が上方向にスライドして砲尾（薬室）の穴と鎖栓の穴をずらすことで、砲尾（薬室）を鎖栓で塞いで閉鎖する仕組みである（画像は閉鎖した状態）。
砲身の下側には駐退復座機が一本ある。
砲の左側面には直接照準器（眼鏡）が取り付けられ（画像では外されている）、砲手は砲の左側に位置して砲を操作する。
砲の左側面末尾にある板は、砲手を砲の後退（後座）から守るための防危板と、人力による砲の直接操作のための肩当てである。
鎖栓の穴の下側には、撃針（ファイアリング・ピン）式の点火装置があり、閉鎖状態において、その右横に撃鉄（ハンマー）が位置し、その下側には右手で握る銃把（グリップ）とレバー状の引き金（トリガー）があり、右水平方向に90度に起こされた撃鉄が、左水平方向に落ちて、鎖栓の点火装置を叩くことで、薬莢底部の雷管（プライマー）に点火し、発砲する。
本砲はフランス軽戦車の標準的な兵装であり、第一次世界大戦中のルノー FT-17 軽戦車、第二次世界大戦中ではルノー R35、オチキス H35/H38、FCM36などに装備されていた。また幾種類かのフランスの装甲車にも使用され、主にWhite-Laffly WL-50.に装備されていた。
ポーランド陸軍ではwz.18 ピュトー砲としてルノー FT-17 軽戦車やルノー R35、オチキス H35 などの軽戦車の一人用砲塔に搭載され、またプジョー装甲車、Wz.28装甲車、Wz.29装甲車、Wz.34装甲車などに用いられた。また、一部のポーランド軍河川用舟艇や装甲列車などに使用された。

## 高速徹甲弾
1892/1924年式徹甲弾の装甲貫通力は、「400 mで8 mm」という小銃徹甲弾レベルであり、エネルギーにおいても、3.7 cm PaK 36の1/3程度であり、口径が同じでも全く比較にならなかった。
1935年と1937年には、弾芯に鋼を用いた、新式の高速徹甲弾が採用され、装甲貫通力は「400 mで21 mm」「1,000 mで15 mm」と、2.5倍以上に大幅に強化された。